# CONCACAF Champions League 2019
La CONCACAF Champions League 2019 è stata la 54ª edizione della CONCACAF Champions League e la undicesima con questa denominazione. Il Monterrey ha vinto la competizione per la quarta volta nella propria storia e si è qualificato alla Coppa del mondo per club FIFA 2019.

## Formula
Le squadre partecipanti sono 16, provenienti dalle tre associazioni regionali che compongono la CONCACAF: la North American Football Union, la Unión Centroamericana de Fútbol e la Caribbean Football Union.
I club, per poter partecipare al torneo, devono rispettare i criteri imposti dalla CONCACAF in materia di stadi. Se le squadre aventi diritto a partecipare non hanno uno stadio casalingo in grado di soddisfare i criteri richiesti, possono indicarne un altro a norma nel proprio paese. Se un club non riuscisse a trovare un impianto adeguato per la competizione sarebbe escluso dalla manifestazione.
Le partecipanti sono inserite in un tabellone di tipo tennistico, tutti i turni sono a eliminazione diretta con incontri di andata e ritorno. In caso di parità nel risultato aggregato, il passaggio del turno è deciso applicando la regola dei gol fuori casa.
Non saranno effettuati i tempi supplementari ma si deciderà il passaggio del turno attraverso i rigori. Negli ottavi e nei quarti di finale il fattore campo è determinato dalla posizione sorteggiata nel tabellone, mentre nelle semifinali e in finale è determinato dai risultati dei turni precedenti.

## Date
| Turno            | Sorteggio                    | Andata              | Ritorno                 |
| ---------------- | ---------------------------- | ------------------- | ----------------------- |
| Ottavi di finale | 3 dicembre 2018 (Miami, USA) | 19-21 febbraio 2019 | 26-28 febbraio 2019     |
| Quarti di finale | 3 dicembre 2018 (Miami, USA) | 5-7 marzo 2019      | 12-14 marzo 2019        |
| Semifinali       | 3 dicembre 2018 (Miami, USA) | 2-4 aprile 2019     | 9-11 aprile 2019        |
| Finale           | 3 dicembre 2018 (Miami, USA) | 23-25 aprile 2019   | 30 aprile-2 maggio 2019 |

## Squadre partecipanti
| Nazione              | Slot  | Club               | Qualificazione                                                                              |
| -------------------- | ----- | ------------------ | ------------------------------------------------------------------------------------------- |
| Messico 4 posti      | MEX 1 | Tigres UANL        | Campione Torneo Apertura 2017                                                               |
| Messico 4 posti      | MEX 2 | Santos Laguna      | Campione Torneo Clausura 2018                                                               |
| Messico 4 posti      | MEX 3 | Monterrey          | Finalista Torneo Apertura 2017                                                              |
| Messico 4 posti      | MEX 4 | Toluca             | Finalista Torneo Clausura 2018                                                              |
| Stati Uniti 4 posti  | USA 1 | Atlanta United     | Campione MLS 2018                                                                           |
| Stati Uniti 4 posti  | USA 2 | Sporting K.C.      | Vincitore U.S. Open Cup 2017                                                                |
| Stati Uniti 4 posti  | USA 3 | Houston Dynamo     | Vincitore U.S. Open Cup 2018                                                                |
| Stati Uniti 4 posti  | USA 4 | N.Y. Red Bulls     | Secondo nella classifica aggregata delle stagioni 2017 e 2018                               |
| Costa Rica 1+1 posti | CRC 1 | Saprissa           | Campione Torneo Clausura 2018                                                               |
| Costa Rica 1+1 posti | CL1   | Herediano          | Vincitore CONCACAF League 2018                                                              |
| Canada 1 posto       | CAN 1 | Toronto FC         | Vincitore Canadian Championship 2018                                                        |
| El Salvador 1 posto  | SLV 1 | Alianza            | Campione Torneo Apertura 2017 e Torneo Clausura 2018                                        |
| Guatemala 1 posto    | GTM 1 | Guastatoya         | Vincitore dello spareggio fra campione Torneo Apertura 2017 e campione Torneo Clausura 2018 |
| Honduras 1 posto     | HON 1 | Marathón           | Campione Torneo Clausura 2018                                                               |
| Panama 1 posto       | PAN 1 | Indep. La Chorrera | Campione Torneo Clausura 2018                                                               |
| CFU 1 posto          | CCC 1 | Atlético Pantoja   | Campione Campionato per club CFU 2018                                                       |

## Sorteggio
Il sorteggio si è svolto a Miami, negli Stati Uniti d'America, il 3 dicembre 2018. Le squadre sono state sorteggiate in un tabellone di tipo tennistico, che determina gli accoppiamenti di tutti i turni fino alla finale, nonché il fattore campo per ottavi e quarti di finale.
Le squadre sono divise in due urne, una per otto teste di serie e una per le altre otto squadre, sulla base di un indice elaborato dalla CONCACAF. L'indice prende in considerazione i risultati nelle ultime cinque edizioni della Champions League, non viene calcolato per ogni singola squadra ma per gli "slot" assegnati a ogni paese.
I punti del coefficiente vengono così assegnati:
- 4 punti per ogni partecipazione
- 3 punti per ogni vittoria
- 1 punto per ogni pareggio
- 1 punto per ogni turno superato
- 2 punti per la vittoria nella competizione.[8]

| Urna   | Pos. | Slot  | Pt. 2013/14 | Pt. 2014/15 | Pt. 2015/16 | Pt. 2016/17 | Pt. 2018 | Totale |
| ------ | ---- | ----- | ----------- | ----------- | ----------- | ----------- | -------- | ------ |
| Urna 1 | 1    | MEX 3 | 29          | 32          | 23          | 15          | 17       | 116    |
| Urna 1 | 2    | MEX 1 | 22          | 11          | 33          | 27          | 12       | 105    |
| Urna 1 | 3    | MEX 2 | 10          | 16          | 20          | 30          | 25       | 101    |
| Urna 1 | 4    | CAN 1 | 10          | 23          | 8           | 22          | 21       | 84     |
| Urna 1 | 5    | USA 3 | 11          | 13          | 16          | 20          | 17       | 77     |
| Urna 1 | 6    | MEX 4 | 29          | 9           | 18          | 10          | 9        | 75     |
| Urna 1 | 7    | USA 4 | 16          | 20          | 16          | 8           | 5        | 65     |
| Urna 1 | 8    | USA 1 | 17          | 11          | 14          | 11          | 11       | 64     |
| Urna 2 | 9    | PAN 1 | 15          | 4           | 10          | 20          | 8        | 57     |
| Urna 2 | 10   | USA 2 | 13          | 9           | 13          | 14          | 7        | 56     |
| Urna 2 | 11   | CRC 1 | 19          | 12          | 10          | 8           | 5        | 54     |
| Urna 2 | 12   | HON 1 | 11          | 15          | 10          | 11          | 5        | 52     |
| Urna 2 | 13   | GUA 1 | 10          | 11          | 8           | 9           | 0        | 38     |
| Urna 2 | 14   | SLV 1 | 8           | 4           | 7           | 9           | 7        | 35     |
| Urna 2 | 15   | CCC 1 | 5           | 4           | 8           | 5           | 4        | 26     |
| Urna 2 | 16   | CL 1  | 0           | 0           | 0           | 0           | 5        | 5      |

## Partite

### Tabellone
|  | Ottavi di finale   | Ottavi di finale | Ottavi di finale | Ottavi di finale |   |                    | Quarti di finale | Quarti di finale | Quarti di finale | Quarti di finale |             |   | Semifinali | Semifinali | Semifinali | Semifinali |           |   | Finale | Finale | Finale | Finale |
|  |                    |                  |                  |                  |   |                    |                  |                  |                  |                  |             |   |            |            |            |            |           |   |        |        |        |        |
|  | Alianza            | 0                | 0                | 0                |   |                    |                  |                  |                  |                  |             |   |            |            |            |            |           |   |        |        |        |        |
|  | Monterrey          | 0                | 1                | 1                |   |                    |                  |                  |                  |                  |             |   |            |            |            |            |           |   |        |        |        |        |
|  | Monterrey          | 0                | 1                | 1                |   | Monterrey          | 3                | 0                | 3                |                  |             |   |            |            |            |            |           |   |        |        |        |        |
|  |                    |                  |                  |                  |   | Monterrey          | 3                | 0                | 3                |                  |             |   |            |            |            |            |           |   |        |        |        |        |
|  |                    | Atlanta United   | 0                | 1                | 1 |                    |                  |                  |                  |                  |             |   |            |            |            |            |           |   |        |        |        |        |
|  | Herediano          | Atlanta United   | 0                | 1                | 1 | 3                  | 0                | 3                |                  |                  |             |   |            |            |            |            |           |   |        |        |        |        |
|  | Herediano          |                  |                  |                  |   | 3                  | 0                | 3                |                  |                  |             |   |            |            |            |            |           |   |        |        |        |        |
|  | Atlanta United     | 1                | 4                | 5                |   |                    |                  |                  |                  |                  |             |   |            |            |            |            |           |   |        |        |        |        |
|  | Atlanta United     | 1                | 4                | 5                |   |                    |                  |                  |                  |                  | Monterrey   | 5 | 5          | 10         |            |            |           |   |        |        |        |        |
|  |                    |                  |                  |                  |   |                    |                  |                  |                  |                  |             | 5 | 5          | 10         |            |            |           |   |        |        |        |        |
|  |                    | Sporting K.C.    | 0                | 2                | 2 |                    |                  |                  |                  |                  |             |   |            |            |            |            |           |   |        |        |        |        |
|  | Indep. La Chorrera | Sporting K.C.    | 0                | 2                | 2 | 4                  | 1                | 5                |                  |                  |             |   |            |            |            |            |           |   |        |        |        |        |
|  | Indep. La Chorrera |                  |                  |                  |   | 4                  | 1                | 5                |                  |                  |             |   |            |            |            |            |           |   |        |        |        |        |
|  | Toronto FC         | 0                | 1                | 1                |   |                    |                  |                  |                  |                  |             |   |            |            |            |            |           |   |        |        |        |        |
|  | Toronto FC         | 0                | 1                | 1                |   | Indep. La Chorrera | 2                | 0                | 2                |                  |             |   |            |            |            |            |           |   |        |        |        |        |
|  |                    |                  |                  |                  |   | Indep. La Chorrera | 2                | 0                | 2                |                  |             |   |            |            |            |            |           |   |        |        |        |        |
|  |                    | Sporting K.C.    | 1                | 3                | 4 |                    |                  |                  |                  |                  |             |   |            |            |            |            |           |   |        |        |        |        |
|  | Sporting K.C.      | Sporting K.C.    | 1                | 3                | 4 | 3                  | 2                | 5                |                  |                  |             |   |            |            |            |            |           |   |        |        |        |        |
|  | Sporting K.C.      |                  |                  |                  |   | 3                  | 2                | 5                |                  |                  |             |   |            |            |            |            |           |   |        |        |        |        |
|  | Toluca             | 0                | 0                | 0                |   |                    |                  |                  |                  |                  |             |   |            |            |            |            |           |   |        |        |        |        |
|  | Toluca             | 0                | 0                | 0                |   |                    |                  |                  |                  |                  |             |   |            |            |            |            | Monterrey | 1 | 1      | 2      |        |        |
|  |                    |                  |                  |                  |   |                    |                  |                  |                  |                  |             |   |            |            |            |            |           | 1 | 1      | 2      |        |        |
|  |                    | Tigres UANL      | 0                | 1                | 1 |                    |                  |                  |                  |                  |             |   |            |            |            |            |           |   |        |        |        |        |
|  | Guastatoya         | Tigres UANL      | 0                | 1                | 1 | 0                  | 1                | 1                |                  |                  |             |   |            |            |            |            |           |   |        |        |        |        |
|  | Guastatoya         |                  |                  |                  |   | 0                  | 1                | 1                |                  |                  |             |   |            |            |            |            |           |   |        |        |        |        |
|  | Houston Dynamo     | 1                | 2                | 3                |   |                    |                  |                  |                  |                  |             |   |            |            |            |            |           |   |        |        |        |        |
|  | Houston Dynamo     | 1                | 2                | 3                |   | Houston Dynamo     | 0                | 0                | 0                |                  |             |   |            |            |            |            |           |   |        |        |        |        |
|  |                    |                  |                  |                  |   | Houston Dynamo     | 0                | 0                | 0                |                  |             |   |            |            |            |            |           |   |        |        |        |        |
|  |                    | Tigres UANL      | 2                | 1                | 3 |                    |                  |                  |                  |                  |             |   |            |            |            |            |           |   |        |        |        |        |
|  | Saprissa           | Tigres UANL      | 2                | 1                | 3 | 1                  | 1                | 2                |                  |                  |             |   |            |            |            |            |           |   |        |        |        |        |
|  | Saprissa           |                  |                  |                  |   | 1                  | 1                | 2                |                  |                  |             |   |            |            |            |            |           |   |        |        |        |        |
|  | Tigres UANL        | 0                | 5                | 5                |   |                    |                  |                  |                  |                  |             |   |            |            |            |            |           |   |        |        |        |        |
|  | Tigres UANL        | 0                | 5                | 5                |   |                    |                  |                  |                  |                  | Tigres UANL | 3 | 2          | 5          |            |            |           |   |        |        |        |        |
|  |                    |                  |                  |                  |   |                    |                  |                  |                  |                  |             | 3 | 2          | 5          |            |            |           |   |        |        |        |        |
|  |                    | Santos Laguna    | 0                | 3                | 3 |                    |                  |                  |                  |                  |             |   |            |            |            |            |           |   |        |        |        |        |
|  | Atlético Pantoja   | Santos Laguna    | 0                | 3                | 3 | 0                  | 0                | 0                |                  |                  |             |   |            |            |            |            |           |   |        |        |        |        |
|  | Atlético Pantoja   |                  |                  |                  |   | 0                  | 0                | 0                |                  |                  |             |   |            |            |            |            |           |   |        |        |        |        |
|  | N.Y. Red Bulls     | 2                | 3                | 5                |   |                    |                  |                  |                  |                  |             |   |            |            |            |            |           |   |        |        |        |        |
|  | N.Y. Red Bulls     | 2                | 3                | 5                |   | N.Y. Red Bulls     | 0                | 2                | 2                |                  |             |   |            |            |            |            |           |   |        |        |        |        |
|  |                    |                  |                  |                  |   | N.Y. Red Bulls     | 0                | 2                | 2                |                  |             |   |            |            |            |            |           |   |        |        |        |        |
|  |                    | Santos Laguna    | 2                | 4                | 6 |                    |                  |                  |                  |                  |             |   |            |            |            |            |           |   |        |        |        |        |
|  | Marathón           | Santos Laguna    | 2                | 4                | 6 | 2                  | 0                | 2                |                  |                  |             |   |            |            |            |            |           |   |        |        |        |        |
|  | Marathón           |                  |                  |                  |   | 2                  | 0                | 2                |                  |                  |             |   |            |            |            |            |           |   |        |        |        |        |
|  | Santos Laguna      | 6                | 5                | 11               |   |                    |                  |                  |                  |                  |             |   |            |            |            |            |           |   |        |        |        |        |

### Ottavi di finale
| Squadra 1          | Totale | Squadra 2      | Andata | Ritorno |
| ------------------ | ------ | -------------- | ------ | ------- |
| Alianza            | 0 - 1  | Monterrey      | 0 - 0  | 0 - 1   |
| Herediano          | 3 - 5  | Atlanta United | 3 - 1  | 0 - 4   |
| Indep. La Chorrera | 5 - 1  | Toronto FC     | 4 - 0  | 1 - 1   |
| Sporting K.C.      | 5 - 0  | Toluca         | 3 - 0  | 2 - 0   |
| Guastatoya         | 1 - 3  | Houston Dynamo | 0 - 1  | 1 - 2   |
| Saprissa           | 2 - 5  | Tigres UANL    | 1 - 0  | 1 - 5   |
| Atlético Pantoja   | 0 - 5  | N.Y. Red Bulls | 0 - 2  | 0 - 3   |
| Marathón           | 2 - 11 | Santos Laguna  | 2 - 6  | 0 - 5   |

### Quarti di finale
| Squadra 1          | Totale | Squadra 2      | Andata | Ritorno |
| ------------------ | ------ | -------------- | ------ | ------- |
| Monterrey          | 3 - 1  | Atlanta United | 3 - 0  | 0 - 1   |
| Indep. La Chorrera | 2 - 4  | Sporting K.C.  | 2 - 1  | 0 - 3   |
| Houston Dynamo     | 0 - 3  | Tigres UANL    | 0 - 2  | 0 - 1   |
| N.Y. Red Bulls     | 2 - 6  | Santos Laguna  | 0 - 2  | 2 - 4   |

### Semifinali
Le partite di ritorno sono ospitate da Sporting Kansas City e Santos Laguna perché hanno ottenuto più punti negli ottavi e nei quarti dei loro rispettivi avversari.
| Squadra 1   | Totale | Squadra 2     | Andata | Ritorno |
| ----------- | ------ | ------------- | ------ | ------- |
| Monterrey   | 10 - 2 | Sporting K.C. | 5 - 0  | 5 - 2   |
| Tigres UANL | 5 - 3  | Santos Laguna | 3 - 0  | 2 - 3   |

### Finale
| Squadra 1   | Totale | Squadra 2 | Andata | Ritorno |
| ----------- | ------ | --------- | ------ | ------- |
| Tigres UANL | 1 - 2  | Monterrey | 0 - 1  | 1 - 1   |

## Statistiche

### Individuali

#### Classifica marcatori
Di seguito la classifica marcatori finale.
| Gol |  |  | Giocatore        | Squadra              |
| --- |  |  | ---------------- | -------------------- |
| 7   |  |  | Enner Valencia   | Tigres               |
| 5   |  |  | Julio Furch      | Santos Laguna        |
| 5   |  |  | Nicolás Sánchez  | Monterrey            |
| 4   |  |  | Gerso Fernandes  | Sporting Kansas City |
| 4   |  |  | Krisztián Németh | Sporting Kansas City |